# L'Exposition du corps de saint Bonaventure
L'Exposition du corps de saint Bonaventure est un tableau de Francisco de Zurbarán de 1629 exposé au musée du Louvre de Paris. Cette huile sur toile mesure 250 cm de hauteur pour 225 cm de largeur.

## Description
Cette œuvre représente le rituel de l'exposition du cadavre du théologien franciscain saint Bonaventure (mort en juillet 1274 et canonisé en 1482). Elle fait partie d'une série de tableaux du peintre conservée au Louvre, Saint Bonaventure au concile de Lyon, à Dresde Saint Bonaventure et l'ange, Berlin Saint Bonaventure et Saint Thomas d'Aquin devant le crucifix, œuvres réalisées précédemment. 
Devenu malade et sujet à de telles convulsions qu'il ne put recevoir l'extrême-onction, saint Bonaventure reçut tout de même miraculeusement l'hostie avant de mourir.
Il est peint avec le visage livide, vêtu de ses vêtements liturgiques, le chapeau de cardinal aux pieds, dont la couleur rouge se détache sur l'aube blanche.
La composition de ce tableau est l'une des plus risquées et des plus réussies de Zurbarán, elle se caractérise par la simplicité de la disposition des éléments figuratifs du tableau. On trouve ainsi en diagonale des personnages figurés en demi-cercle autour de lui, comme à gauche le pape Grégoire X et le roi Jacques Ier d'Aragon qui s'adressent l'un à l'autre. Chaque visage exprime des personnalités et des attitudes différentes, pleines de naturel.